# Вторгнення США та їх союзників до Іраку (2003)

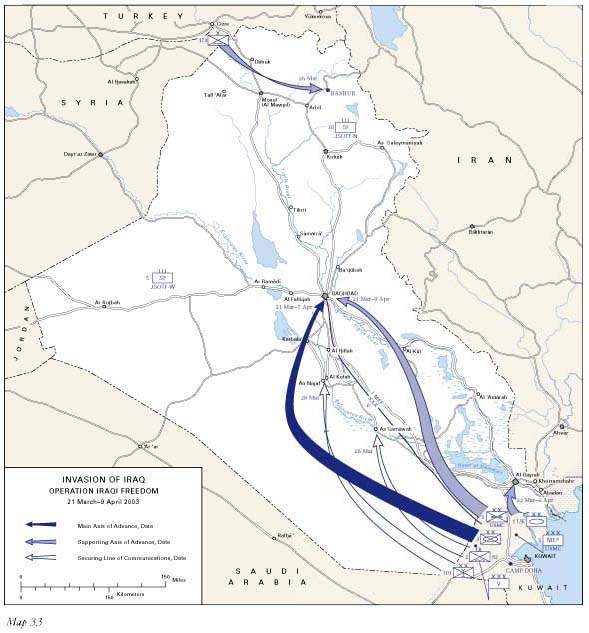
Схема наступу

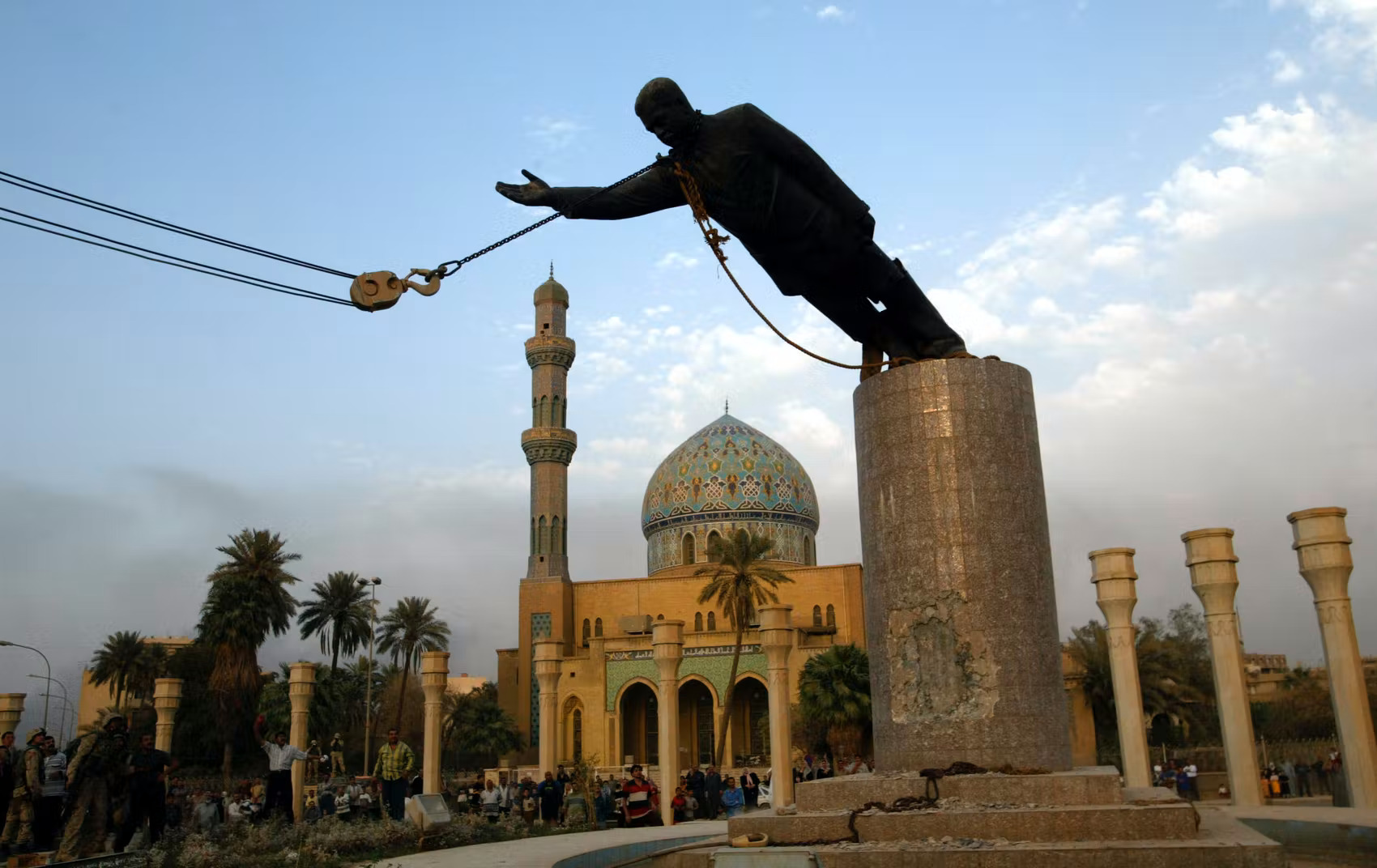
Повалення статуї Саддама Хусейна в Багдаді

Вторгнення США та їх союзників до Іраку — військова операція США і країн-союзників проти Іраку, розпочата у 2003 році з метою повалення уряду Саддама Хусейна. Операція стала першою фазою затяжної іракської війни (2003—2011). Операцію не було схвалено ООН. Її проведення викликало невдоволення міжнародної спільноти.
Кампанія почалася 20 березня, 9 квітня американські війська зайняли столицю Іраку місто Багдад. 1 травня президент США Джордж Буш оголосив про закінчення активних бойових дій.
Офіційним приводом до початку військових дій став заявлений зв'язок режиму з міжнародним тероризмом, зокрема, рухом «Аль-Каїда», а також пошук і знищення зброї масового ураження (були знайдені снаряди хімічної зброї, виготовлені в період до 1991 року, і фабрики з її виробництва, які Саддам Хуссейн мав ліквідувати після 1991 року).
В лівих колах також поширена думка, що однією з цілей вторгнення було отримання контролю над іракською нафтою.

## Підготовка вторгнення та сили сторін

### Співвідношення сил
Вторгнення почалося в умовах, коли антиіракська коаліція не мала чисельної переваги:
- коаліційні сили: 255 тисяч особового складу; 610 танків (430 американських M1 Abrams, 180 британських Challenger 2); близько 400 літаків і вертольотів;
- чисельність іракських збройних сил: 389 тисяч особового складу та 650 тисяч резервістів; 5 000 одиниць бронетехніки, 300 літаків і 400 вертольотів.

Загальноприйнятим співвідношенням сил у наступальних операціях вважається 3-4 до 1. В цих умовах армія вторгнення, основу якої складали американські війська, змогла протягом декількох тижнів здобути перемогу.
Підготовка до вторгнення включала перекидання в район Перської затоки літаків-розвідників, літаків АВАКС і літаків управління. Літаки-розвідники були обладнані системою пошуку, ідентифікації та локалізації наземних цілей потенційного противника. Одразу після прибуття ці літаки почали збір даних з території вздовж кордонів Саудівської Аравії з Іраком і Кувейтом, а пізніше і вздовж турецько-іракського кордону. Їх діяльність також підтримувалась розвідувальними супутниками з космосу.

### Знищення систем ППО та деморалізація
Вторгнення почалося з масованого підготовчого ракетно-бомбового удару по Багдаду, бомбардування Мосула і Кіркука бомбардувальниками і штурмовиками А-10, B-52, F-16 і «Харрієр», проведеного з метою порушення роботи військової інфраструктури. 11 бомбардувальників Б-52 вилетіли в район бойових дій з бази ВПС Великої Британії Фейрфорд в Глостерширі. З п'яти кораблів також були випущені 40 «Томагавків», які досягли цілей через 2 хвилини після сигналів протиповітряної оборони в Іраку.

## Наземна операція
Наступ проводився трьома угрупуванням: 3-тя піхотна дивізія США рухалася на захід і далі на північ на Багдад через пустелю; 1-й експедиційний корпус морської піхоти просувався через центр країни на північний захід по автомагістралі Басра-Багдад; 1-ша британська моторизована дивізія рухалася в межиріччі Тигру та Євфрату також у бік Багдада. 22 березня передові британські частини з ходу зайняли нафтові вежі в декількох кілометрах на північний захід від Басри.
3-тя піхотна дивізія США підійшла до іракської столиці першою. 3 квітня 1-а дивізія морської піхоти США вийшла до аеропорту імені Хусейна. 12 квітня до Куту, повз якого союзники пройшли під час марш-кидка до Багдаду, рушили добірні підрозділи морської піхоти. Весь кінець квітня американці займали залишені міста.
1 травня Джордж Буш підбив підсумок війні. Чисельність гарнізонів була збільшена іншими країнами-членами НАТО і деякими іншими державами. На момент завершення активної фази операції 1 травня 2003 року сили коаліції складали: 300 тис. солдат, 2800 одиниць техніки. Сили іракських збройних сил складали: 375 тис. регулярної армії, 650 тис. резервістів, 5700 одиниць техніки.